# Бенсхоп (Утрехт)
Бенсхоп (нід. Benschop) — село в нідерландській провінції Утрехт. Входить до муніципалітету Лопік.
Його площа становить 22,97 км², а населення станом на 2021 рік складало 3 575 осіб.
До 1989 року мало статус окремого муніципалітету.

## Галерея

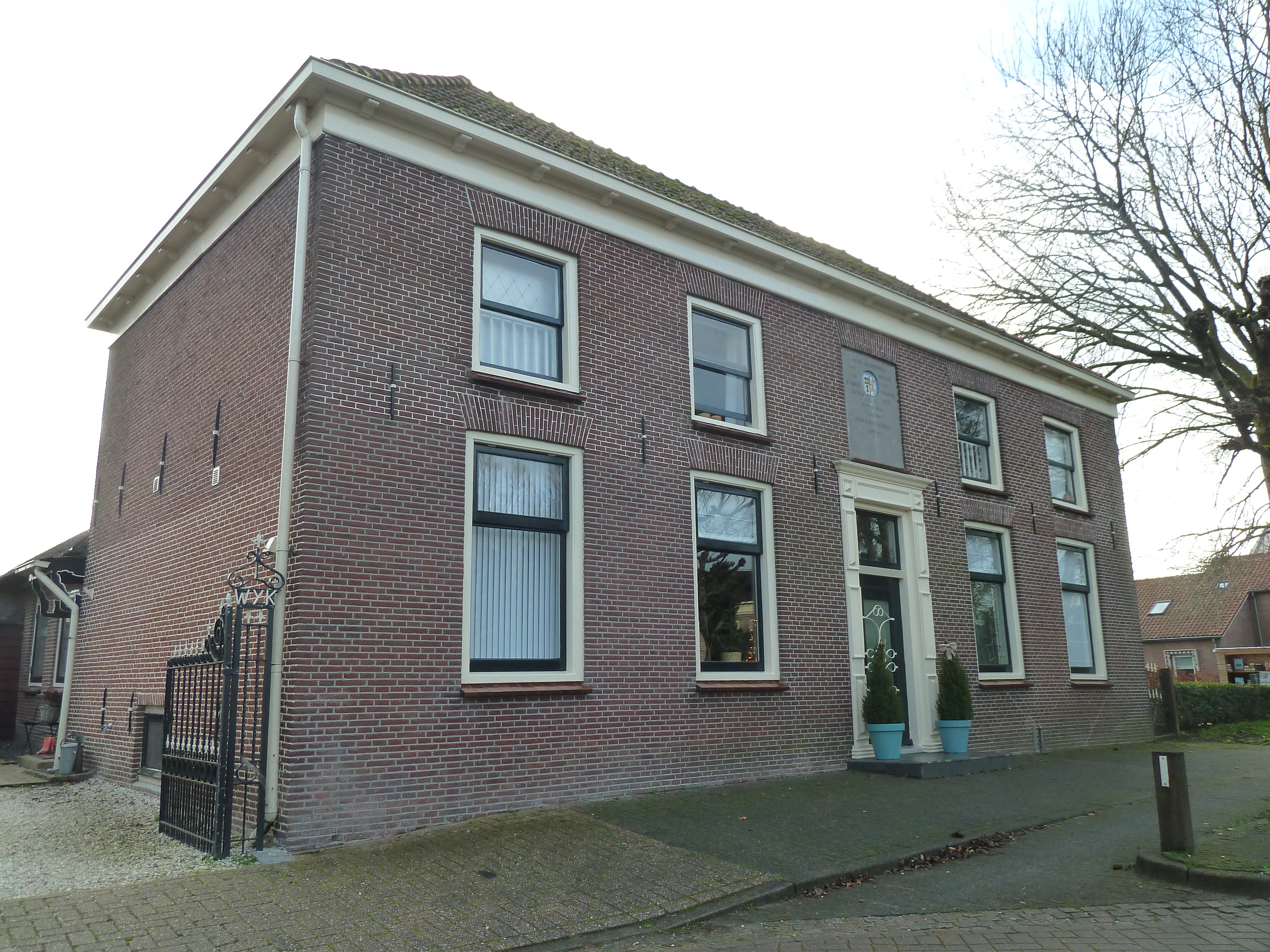
Будинок у Бенсхопі
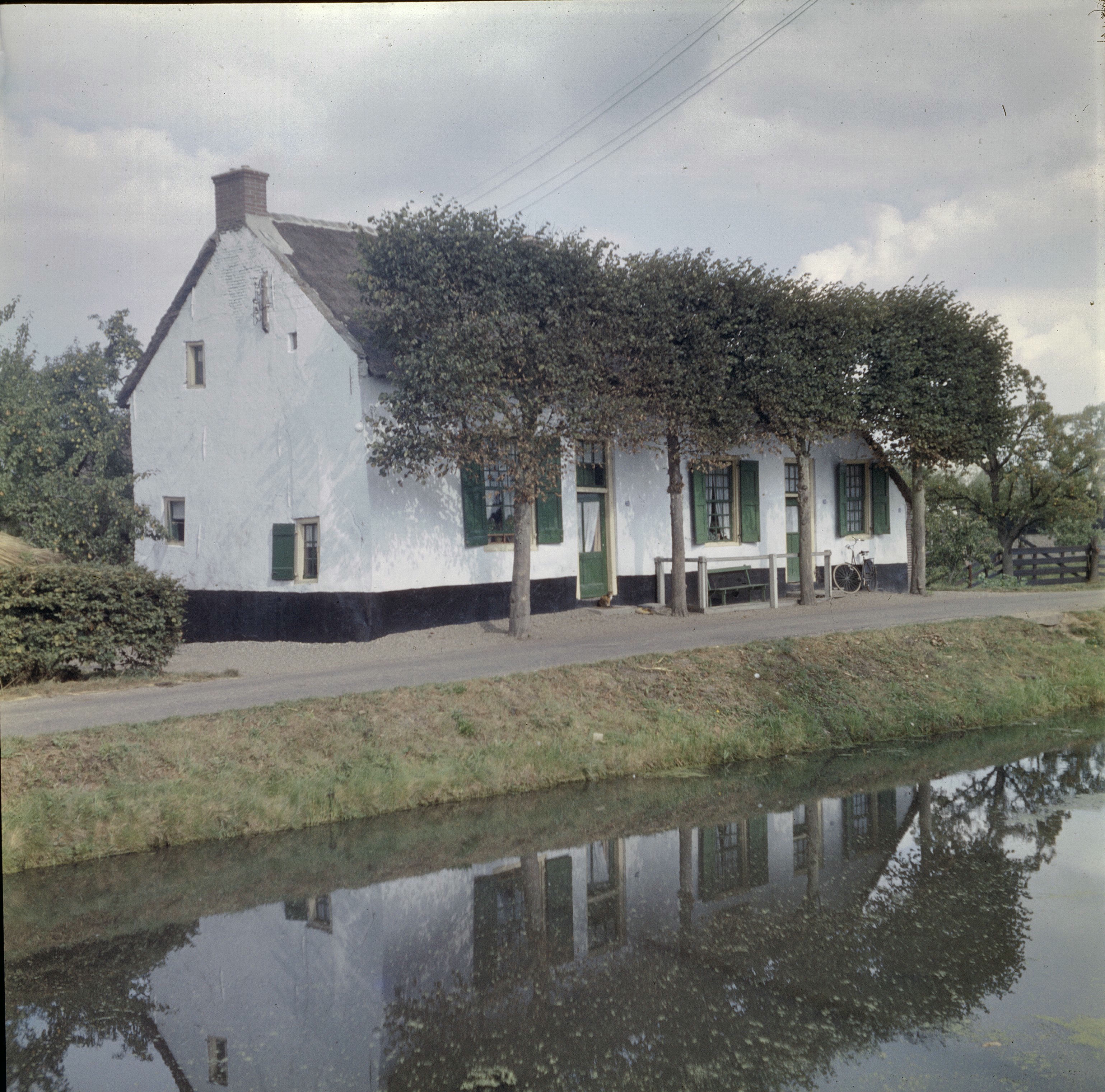
Ферма у селі
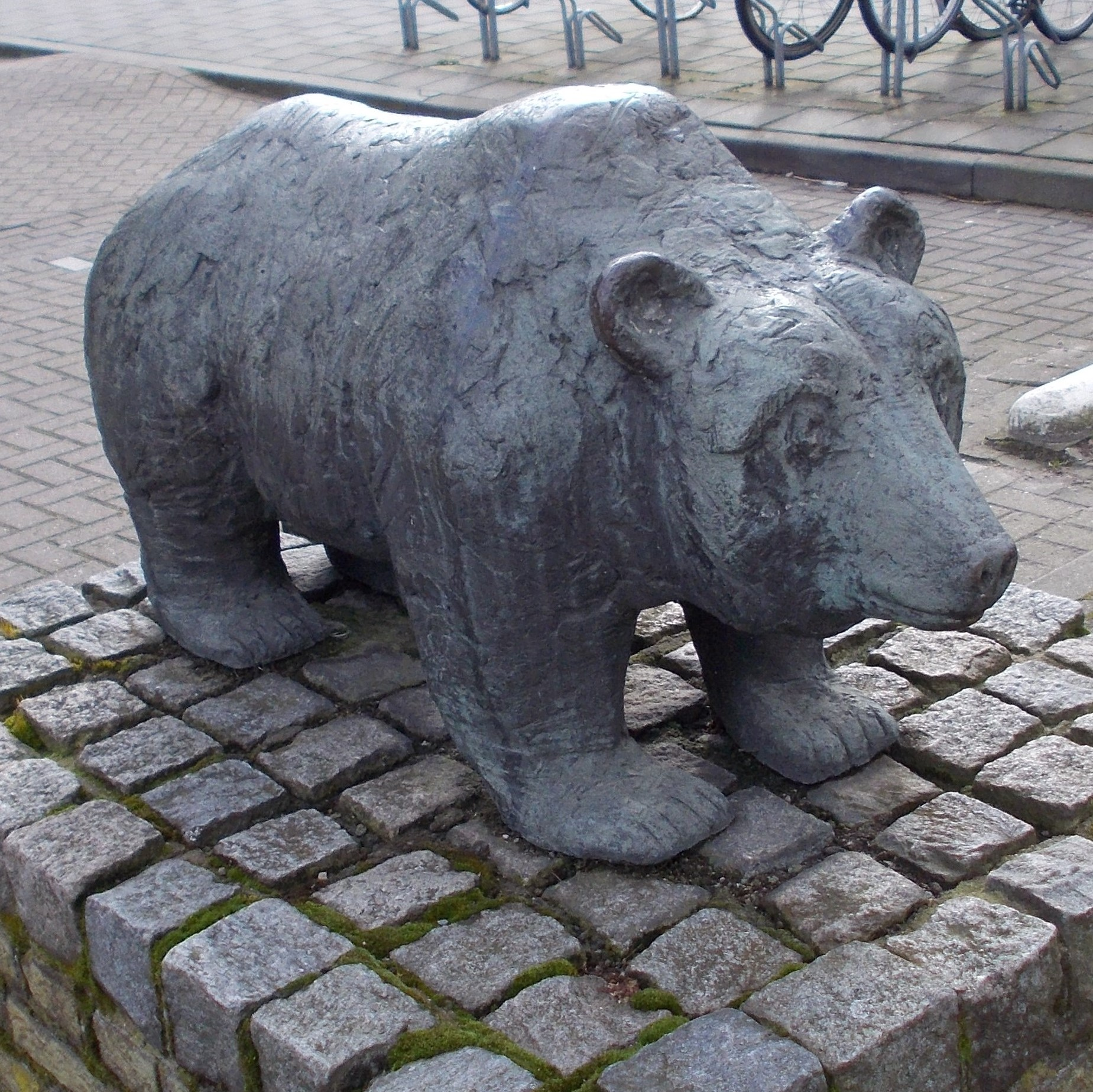
Статуя ведмедя у Бенсхопі
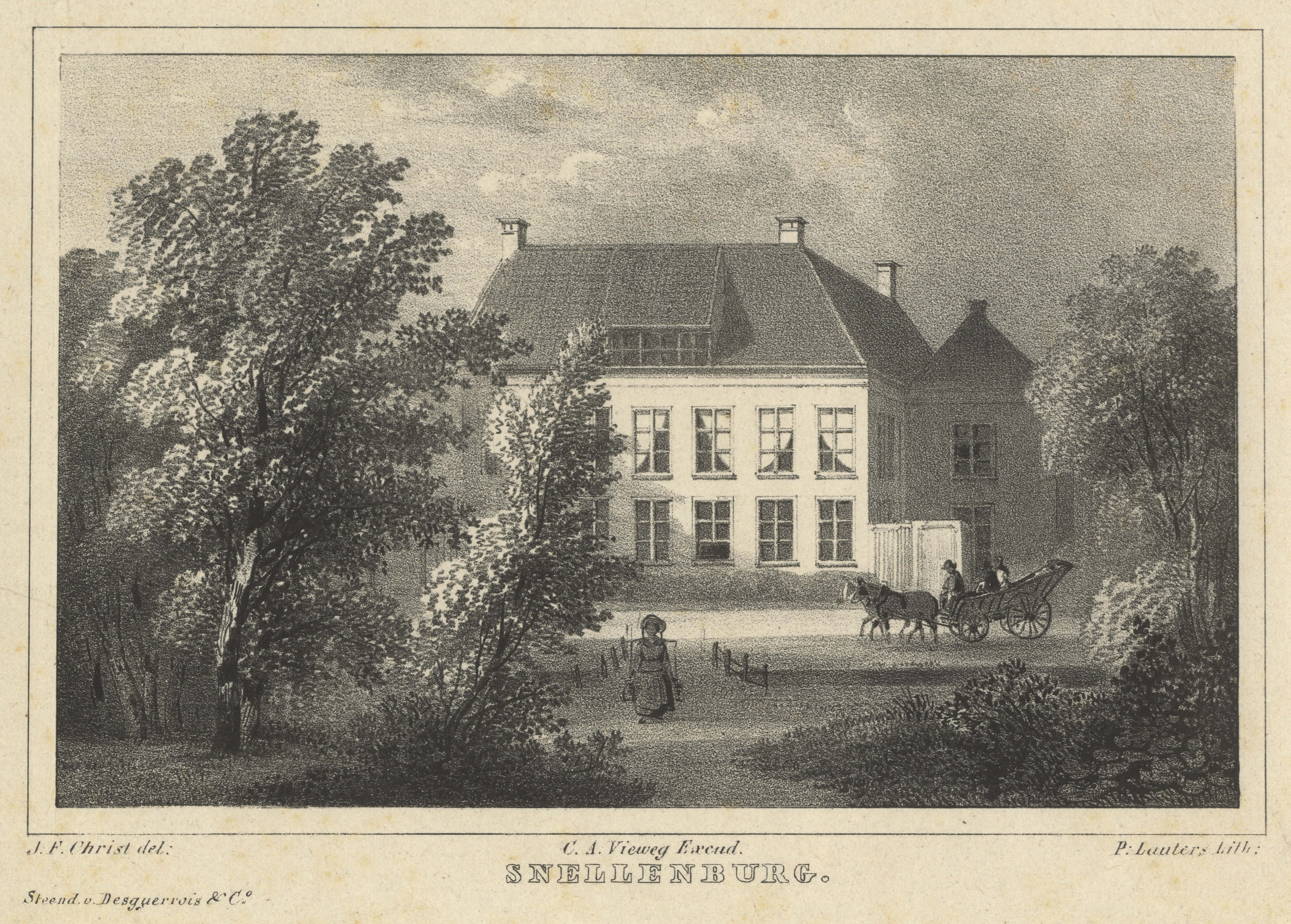
Маєток Snellenburg (1839)